# Jean Alexandre LeMat
Jean Alexandre François LeMat (1824-1895) fue un médico, conocido por inventar el revólver que llevó su nombre.
LeMat nació en Francia en 1821 y estudió para sacerdote, cambiando luego de opinión para convertirse en médico. LeMat emigró a Estados Unidos en 1843 y en 1849 se casó con Justine Sophie LePretre, prima del Mayor del Ejército estadounidense Pierre Gustave Toutant Beauregard. Beauregard comandaría el bombardeo del Fuerte Sumter en el puerto de Charleston en 1861. LeMat fue un ávido inventor así como un médico activo y Beauregard financió algunas de sus ideas.
El 21 de octubre de 1856, LeMat registró la patente por el diseño de su "revólver de metralla". La patente británica por el mismo diseño fue otorgada en 1859 y posteriormente diseñó un fusil con el mismo sistema de su revólver. 
Regresó a Francia después de la Guerra de Secesión y lideró una legión de voluntarios estadounidenses durante la guerra Franco-Prusiana. Mientras varias fuentes señalan que murió en 1883, las fuentes más creíbles mencionan que su tumba en París indica que murió en 1895.

## Galería

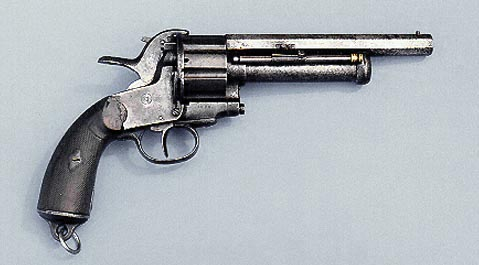
Un revólver LeMat de espiga.
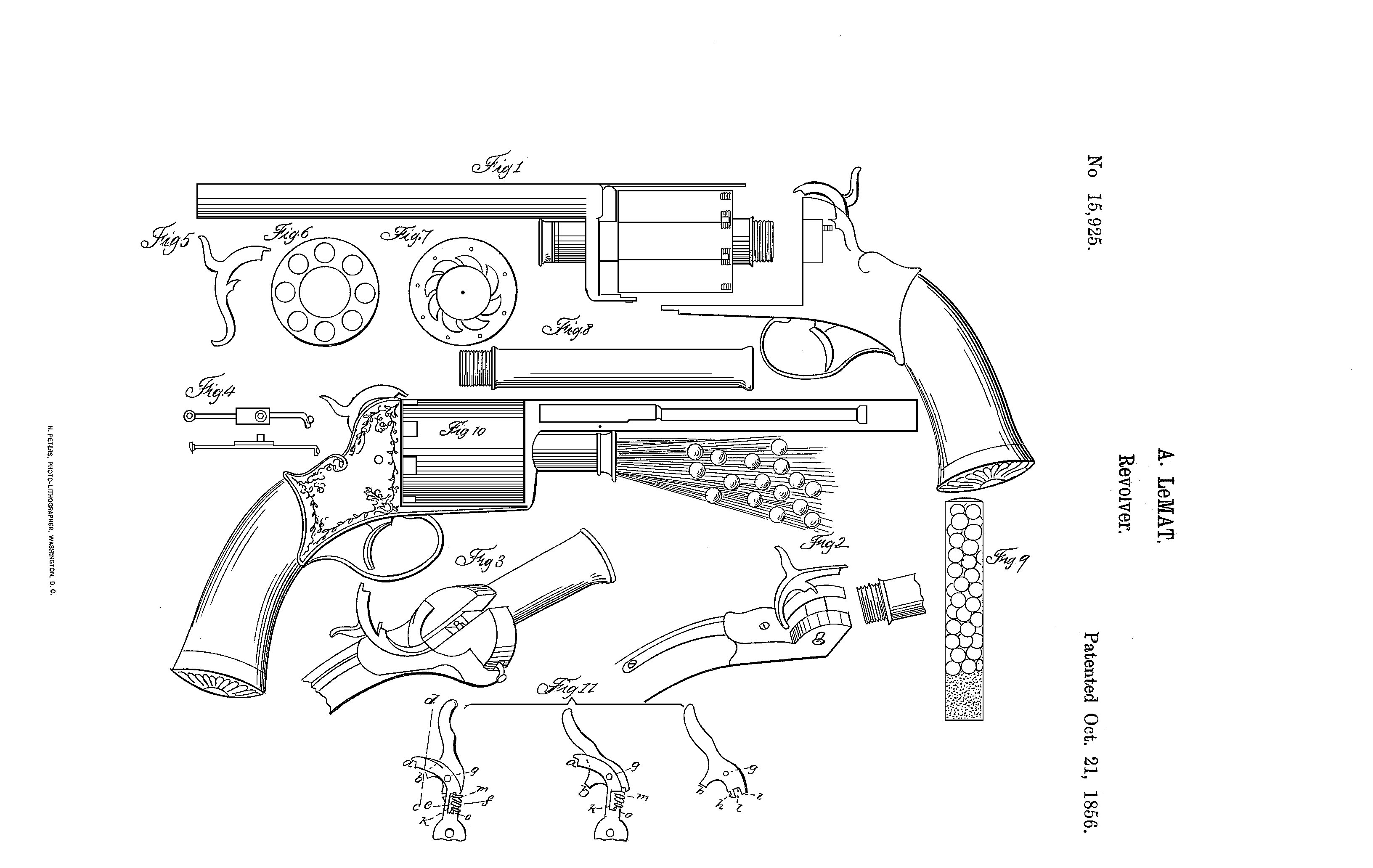
Dibujo de la patente del revólver.